# Ива Михалић
Ива Михалић (13. април 1985, Загреб) хрватска је филмска, телевизијска и позоришна глумица глумица. Своју прву велику улогу на телевизији је остварила у телевизијској серији Ватре Ивањске, где тумачи Тамару.

## Филмографија
| Год.       | Назив         | Улога             |
| ---------- | ------------- | ----------------- |
| 2010.е     |               |                   |
| 2014—2015. | Ватре Ивањске | Тамара Лорец      |
| 2016—2017. | Права жена    | Александра Богдан |